# Donato Raffaele Sbarretti Tazza

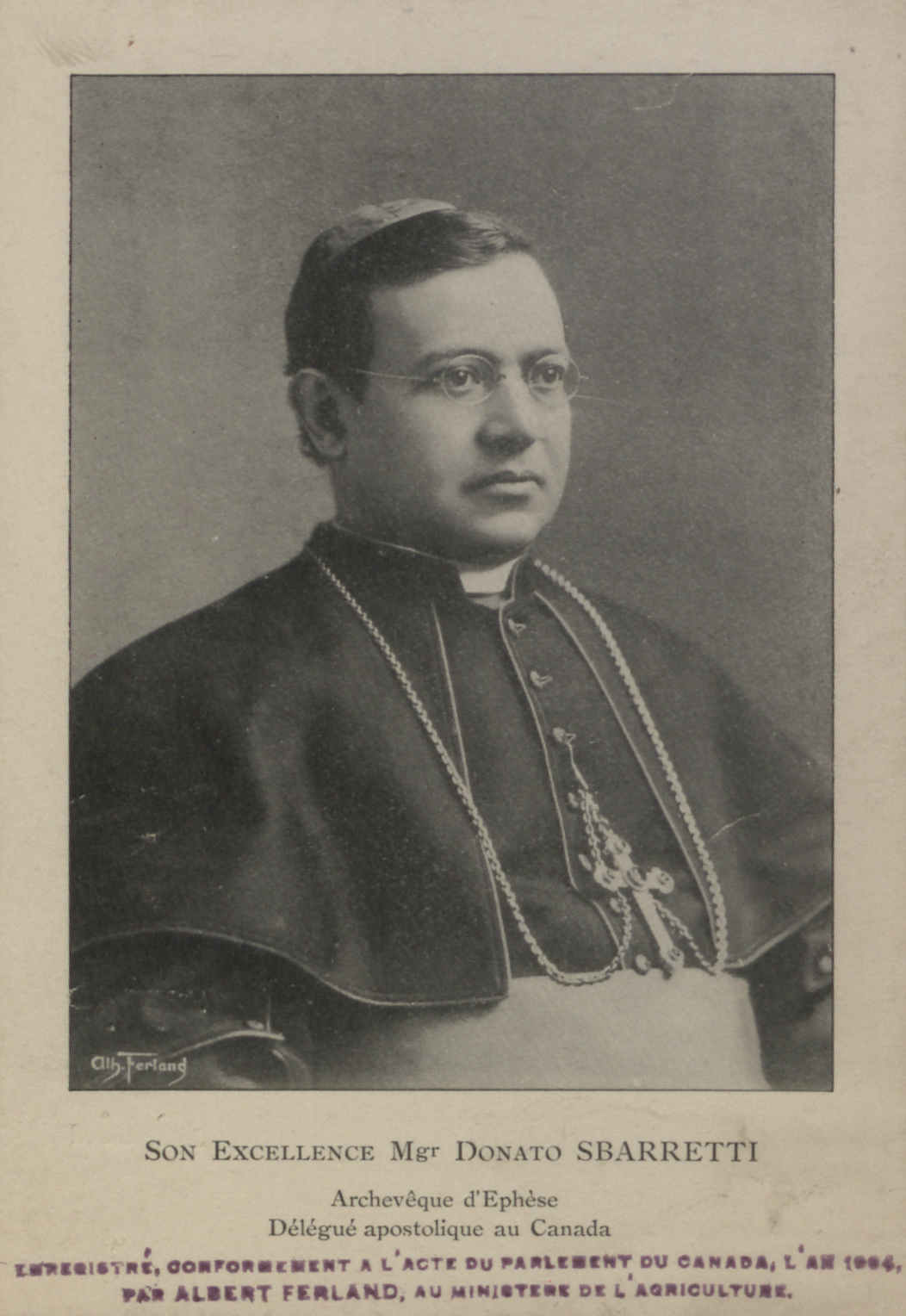
Donato Sbaretti als Erzbischof (1904)

Kardinalswappen von Donato Sbarretti

Donato Raffaele Kardinal Sbarretti Tazza (* 10. November/12. November 1856 in Montefranco; † 1. April 1939 in Rom) war Diplomat des Heiligen Stuhls und Kurienkardinal.

## Leben
Der Sohn einer adligen Familie studierte am Seminar von Spoleto und dann am Päpstlichen Priesterseminar St. Apollinaris, wo er zum Doktor der Theologie und beider Rechte promovierte. Sein Onkel Enea Sbarretti wurde im Jahre 1877 zum Kardinal erhoben, zwei Jahre bevor Sbarretti Tazza im Alter von 22 Jahren zum Priester geweiht wurde.
Der Kardinalvikar von Rom, Raffaele Kardinal Monaco La Valletta, spendete ihm am 12. April 1879 in der Ewigen Stadt die Priesterweihe. Nach seinem Studium in Rom war er u. a. Sekretär der Kongregation für die Verbreitung des Glaubens (Propaganda Fide) und übernahm seelsorgliche Aufgaben in Spoleto. 1885 wurde er Professor für Moraltheologie und Kanonisches Recht an der Päpstlichen Universität Urbaniana. Er war Mitglied des Staatssekretariats und 1893 bekam er seinen ersten diplomatischen Posten als Auditor in der Apostolischen Delegation in den USA. Der Papst ernannte ihn am 11. November 1895 zum überzähligen Geheimkämmerer.
Seine nächsten Ämter waren Ergebnisse der Nachwehen des Spanisch-Amerikanischen Krieges. Papst Leo XIII. ernannte ihn am 9. Januar 1900 zum Bischof von San Cristóbal de la Habana. Die Bischofsweihe spendete ihm der Apostolische Delegat in den Vereinigten Staaten von Amerika, Sebastiano Martinelli OESA, am 4. Februar desselben Jahres in Washington, D.C.; Mitkonsekratoren waren Alfred Allen Curtis, Weihbischof in Baltimore, und John J. Monaghan, Bischof von Wilmington. Als Wahlspruch wählte er Respice stellam voca Mariam („Sieh auf den Stern, genannt Maria“).
Am 16. September 1901 erfolgte seine Rangerhöhung zum Titularerzbischof von Gortyna und die Ernennung zum außerordentlichen Apostolischen Delegaten auf den Philippinen, damals noch US-Kolonie, um das Problem mit der Unabhängigen Philippinischen Kirche zu verhandeln. Die US-Regierung wollte jedoch dieses Problem mit ihren eigenen Verhandlungen beim Heiligen Stuhl unter William Howard Taft lösen und erklärte ihn zur persona non grata, sodass er nicht nach Manila reisen konnte. Am 16. Dezember desselben Jahres wechselte Sbarretti Tazza zum Titularerzbistum Ephesus.
Am 26. Dezember 1902 folgte seine Ernennung zum Apostolischen Delegaten in Kanada und zusätzlich Anfang 1910 zum Apostolischen Delegaten in Neufundland. Er unternahm von September 1906 bis Juni 1907 eine lange Reise nach Europa. Nachdem er am 7. April 1910 nach Rom gereist war, um die Dekrete der Ersten Vollversammlung des Rates der Québec zu präsentieren, kehrte er nie nach Kanada zurück. Seinen Rücktritt erklärte er am 3. November 1910, nachdem ihn Papst Pius X. am 29. Oktober 1910 zum Sekretär der Kongregation für die Ordensleute berufen hatte.
Papst Benedikt XV. nahm Donato Raffaele Sbarretti Tazza am 4. Dezember 1916 als Kardinalpriester in das Kardinalskollegium auf und am 7. Dezember des gleichen Jahres erhielt er als Titelkirche San Silvestro in Capite. Am 17. Dezember 1928  erhob ihn Pius XI. in den Rang eines Kardinalbischofs von Sabina e Poggio Mirteto. Er nahm an den Konklaven 1922 und 1939 teil, die Pius XI. und Pius XII. wählten.
Kardinal Sbaretti erlitt in der Nacht zum 1. April 1939 einen Herzinfarkt und sein Diener fand ihn morgens tot im Bett, als er ihn wecken wollte. Der Sohn des Landbesitzers Agostino Donato Flavio Sbarretti und seiner Frau Caterina Tazza wurde vorübergehend in der Friedhofskirche seiner Heimatstadt Montefranco bestattet und später entsprechend seinem Willen in die dortige Pfarrkirche überführt.